# Arcusaurus
Arcusaurus là một chi khủng long, được Yates Bonnan & Neveling mô tả khoa học năm 2011.